# Boris Eldagsen
Boris Eldagsen (* 8. Mai 1970 in Pirmasens) ist ein deutscher Fotograf.

## Leben und Werk
Eldagsen wuchs in der pfälzischen Stadt Pirmasens auf und besuchte dort das Hugo-Ball-Gymnasium. Mit 17 Jahren fing er an zu fotografieren.
Er begann 1991 ein Studium der Philosophie und Germanistik an der Universität zu Köln. Im folgenden Jahr wechselte er an die Kunsthochschule Mainz an der Johannes-Gutenberg-Universität, um dort unter anderem bei Klaus Vogelgesang Bildende Kunst und Philosophie auf Lehramt zu studieren. Zwei Auslandsaufenthalte absolvierte er im Fach Visual Art bei Laxma Goud in Hyderabad und im Fach Conceptual Art and Intermediate Studies bei Miloš Šejn und Milan Knížák an der Akademie der Bildenden Künste Prag. Seit 1997 lebt er in Berlin.
Nach dem zweiten Staatsexamen wandte sich Eldagsen im Jahr 2000 dem Bereich Internet und Social Media zu und entwickelte Kampagnen für Unternehmen oder nahm Aufträge von Werbeagenturen an, um damit seine fotografische Tätigkeit zu finanzieren. Seit 2004 unterrichtet er in Workshops und an deutschen und australischen Hochschulen zu Inszenierter Fotografie und zu Kreativität.
In seinen Werken inszenierte Eldagsen unter anderem die Schauspielerin Sandra Hüller in zwei Videoinstallationen. Zum 250-jährigen Stadtjubiläum seiner Heimatstadt plante Eldagsen eine Darstellung des Stadtgründers Ludwig IX. von Hessen-Darmstadt im Stile einer Hommage an den Film Fitzcarraldo mit Sandra Hüller als Klaus Kinski, der statt Fitzcarraldo Landgraf Ludwig spielt. Die Stadt Pirmasens lehnte seine Idee aber ab.
Im Jahr 2013 absolvierte er eine Masterclass bei Roger Ballen und wurde in Arles mit dem Prix Voies Off beim gleichnamigen Festival ausgezeichnet.
International für großes Aufsehen sorgte seine Ablehnung des Sony World Photography Awards im Jahr 2023, weil er das eingereichte Bild mit dem Titel Pseudomnesia: The Electrician mittels Künstlicher Intelligenz erzeugt hatte. Nach eigener Aussage reichte er das Bild ein, um eine Debatte über die Nutzung von KI in der Fotografie anzustoßen.

## Einzelausstellungen (Auswahl)
- 2024: Boris Eldagsen – Zurück in die Zukunft. Retrospektive 1988–2023. Forum Alte Post, Pirmasens.[10]
- 2023: Trauma Porn, IPMA Festival, Kaunas, anschließend Guelman & Unbekannt Gallery, Berlin und Neue Galerie im Höhmannhaus, Augsburg.
- 2023: Pseudomnesia III, Marión Art Gallery, Panama-Stadt, anschließend SETAREH Galerie, Berlin und Festival Fotografije Vizualizator, Belgrad.
- 2019: Another Multiverse, Luisa Catucci Gallery, Berlin.
- 2017: The Marriage of Heaven & Hell, Vegesacker Geschichtenhaus, Bremen.
- 2016: I am drunk and you are insane, who is going to lead us home?, Fenster61, Berlin.
- 2014/2015: How to Disappear Completely / The POEMS, Galerie Voies Off, Arles, anschließend Kommunale Galerie, Berlin und Galerie Petit Espace, Paris.
- 2009: The Promise, Centre for Contemporary Photography, Melbourne.
- 2009: Great Fun Or Your Money Back, Städtische Museen Pirmasens.
- 2008: SPAM the musical, Edinburgh Art Festival & New Media Scotland, Edinburgh.
- 2008: Secret, Gallery Herrmann & Wagner, Berlin.
- 2008: Monitoring, Fridericianum, Kassel
- 2008: Fusion 5 Festival, 3.14 Hotel, Cannes.
- 2007: No Cure, Australian Centre for Photography, Sydney.
- 2007: I took a deep breath, Biennale of Electronic Arts Perth und Perth Institute of Contemporary Arts.
- 2006: If you leave me can I come too, Australian Centre of Photography, Sydney.
- 2005: Go For Gold, Margaret Lawrence Galleries at the VCA, Melbourne.